# Pic de Norís
El Pic de Norís és una muntanya de 2.828 metres que es troba al municipi d'Alins, a la comarca del Pallars Sobirà.